# Alfredo Huaranga Daga
Alfredo Huaranga Daga López (Ica, 11 de enero de 1939) es un exfutbolista peruano que jugaba como delantero, apodado "El Huaranga Daga". Inició en el Centro Iqueño pero destacó como jugador en Colombia por su calidad técnica y agilidad.
Es considerado uno de los mejores delanteros peruanos de los años 60 junto a Miguel Loayza y Juan Joya, además fue uno de los extranjeros más destacados de Colombia en esa misma época. Era un delantero de gran calidad técnica, anticipación, garra y agilidad, en su paso por Colombia, se le recuerda la mayor parte de su carrera con Deportivo Cali, enfrentando allí a figuras de la talla de José Omar Verdún, José María Ferrero y Omar Lorenzo Devanni, finalizó su carrera en la Liga estadounidense en 1971, aunque no se encuentran registros del nombre del equipo.

## Trayectoria
Huaranga Daga se formó e hizo su debut en el fútbol peruano en las filas de Centro Iqueño el año 1956, saliendo goleador del equipo en dos ocasiones.
En el año 1961, llega a tierras cafeteras, precisamente al Deportivo Cali, quien los había contratado junto a sus compatriotas Jorge Lama y Sigifredo Vargas, también compartió con Guillermo Delgado y Vito Andrés Bártoli, quienes ya tenían un nombre en su país.
En 1963, entra en interés el Club Atlético River Plate, quien ya lo había visto antes en el torneo peruano, lo fichó a través de préstamo, jugó un par de amistosos, pero no convenció en el club millonario y decidieron rescindir del acuerdo. Regresando a Colombia ese mismo año.
Tras su triunfal trayectoria en Deportivo Cali, a mediados de año del 1965, pasa a las filas del rival de la ciudad, el América de Cali, donde finalmente no pudo mostrar sus cualidades. Decide concluir su paso en el país cafetero jugando por el Deportes Quindío. Aunque el mismo jugador aclara que jugó en Estados Unidos no se pudo encontrar información del club donde se retiró.

### Estadísticas como jugador
Nota: Solo se tienen en cuenta estadísticas en su pasó por su país y en Colombia ya que no se encuentran registros de estadísticas de su paso por Estados Unidos y River Plate. Según palabras de Alfredo anotó más de 100 goles en los quince años que estuvo jugando profesionalmente.
| Equipo           | Partidos | Goles | Promedio |
| ---------------- | -------- | ----- | -------- |
| Centro Iqueño    | 68       | 29    | 0,42     |
| Deportivo Cali   | 95       | 24    | 0,26     |
| América de Cali  | 4        | 0     | 0,00     |
| Deportes Quindío | 87       | 42    | 0,48     |
| Total            | 254      | 95    | 0,37     |

## Clubes
| Club                 | País           | Año         |
| -------------------- | -------------- | ----------- |
| Centro Iqueño        | Perú           | 1956 - 1960 |
| Deportivo Cali       | Colombia       | 1961 - 1962 |
| River Plate (cedido) | Argentina      | 1963        |
| Deportivo Cali       | Colombia       | 1963 - 1965 |
| América de Cali      | Colombia       | 1965        |
| Deportes Quindío     | Colombia       | 1966 - 1970 |
| New York Hungaria    | Estados Unidos | 1971        |

## Palmarés

### Campeonatos nacionales
| Título                    | Club           | País     | Año  |
| ------------------------- | -------------- | -------- | ---- |
| Liga Peruana de Fútbol    | Centro Iqueño  | Perú     | 1957 |
| Liga Colombiana de Fútbol | Deportivo Cali | Colombia | 1965 |

### Distinciones individuales
| Distinción                                         | Año  |
| -------------------------------------------------- | ---- |
| Jugador revelación de la Primera División del Perú | 1958 |